# Liste der Linien der S-Bahn Rhein-Main

Liniennetz der S-Bahn Rhein-Main

Zum System der S-Bahn Rhein-Main zählen neun S-Bahn-Linien. Mit Ausnahme der Linie S 7 führen alle Linien durch den City-Tunnel in Frankfurt am Main, der wie folgt verläuft:
Frankfurt Hbf (tief) – Frankfurt Taunusanlage – Frankfurt Hauptwache – Frankfurt Konstablerwache – Frankfurt Ostendstraße – Frankfurt Lokalbahnhof / – Frankfurt Mühlberg
Vier der neun Linien führen zudem durch den City-Tunnel Offenbach mit den Stationen:
Offenbach-Kaiserlei – Offenbach Ledermuseum – Offenbach Marktplatz
Für die vergaberechtlichen Ausschreibungen sind die Linien S1, S7, S8 und S9 zu dem Teilnetz Kleyer, benannt nach dem Ingenieur Heinrich Kleyer, und die Linien S3 bis S6 zu dem Teilnetz Gallus, benannt nach dem durchfahrenen Frankfurter Stadtteil Gallus, zusammengefasst. Die S2 bildet ein drittes Teilnetz. Alle Linien werden von DB Regio betrieben.

## Aktuelles Liniennetz
| Wiesbaden Hbf ↔ Rödermark-Ober-Roden (Taunus-Eisenbahn, Rodgaubahn; Teilnetz Kleyer) |
| Wiesbaden Hbf – Wiesbaden Ost – Mainz-Kastel – Hochheim – Flörsheim – Eddersheim – Hattersheim – Frankfurt-Sindlingen – Frankfurt-Höchst Farbwerke – Frankfurt-Höchst – Frankfurt-Nied – Frankfurt-Griesheim – Frankfurt Hbf (tief) – City-Tunnel Frankfurt – Frankfurt Mühlberg – City-Tunnel Offenbach – Offenbach Ost – Offenbach-Bieber – Offenbach-Waldhof – Obertshausen – Rodgau-Weiskirchen – Rodgau-Hainhausen – Rodgau-Jügesheim – Rodgau-Dudenhofen – Rodgau-Nieder-Roden – Rodgau-Rollwald – Rödermark-Ober-Roden |

| Niedernhausen (Taunus) ↔ Dietzenbach Bahnhof (Main-Lahn-Bahn, Rodgaubahn; Teilnetz S2) |
| Niedernhausen (Taunus) – Niederjosbach – Bremthal – Eppstein – Lorsbach – Hofheim – Kriftel – Frankfurt-Zeilsheim – Frankfurt-Höchst Farbwerke – Frankfurt-Höchst – Frankfurt-Nied – Frankfurt-Griesheim – Frankfurt Hbf (tief) – City-Tunnel Frankfurt – Frankfurt Mühlberg – City-Tunnel Offenbach – Offenbach Ost – Offenbach-Bieber – Heusenstamm – Dietzenbach-Steinberg – Dietzenbach Mitte – Dietzenbach Bahnhof |

| Bad Soden (Taunus) ↔ Frankfurt Süd (Limesbahn, Kronberger Bahn; Teilnetz Gallus) |
| Bad Soden (Taunus) – Sulzbach Nord – Schwalbach – Schwalbach Nord – Niederhöchstadt – Eschborn – Eschborn Süd – Frankfurt-Rödelheim – Frankfurt West – Frankfurt Messe – Frankfurt Galluswarte – Frankfurt Hbf (tief) – City-Tunnel Frankfurt – Frankfurt Lokalbahnhof – Frankfurt Süd |

| Kronberg (Taunus) ↔ Frankfurt Süd (Kronberger Bahn; Teilnetz Gallus) |
| Kronberg (Taunus) – Kronberg Süd – Niederhöchstadt – Eschborn – Eschborn Süd – Frankfurt-Rödelheim – Frankfurt West – Frankfurt Messe – Frankfurt Galluswarte – Frankfurt Hbf (tief) – City-Tunnel Frankfurt – Frankfurt Lokalbahnhof – Frankfurt Süd |

| Friedrichsdorf (Taunus) ↔ Frankfurt Süd (Homburger Bahn; Teilnetz Gallus) |
| Friedrichsdorf (Taunus) – Seulberg – Bad Homburg – Oberursel – Oberursel-Stierstadt – Oberursel-Weißkirchen/Steinbach – Frankfurt-Rödelheim – Frankfurt West – Frankfurt Messe – Frankfurt Galluswarte – Frankfurt Hbf (tief) – City-Tunnel Frankfurt – Frankfurt Lokalbahnhof – Frankfurt Süd |

| Friedberg (Hess) ↔ Darmstadt Hbf (Main-Weser-Bahn, Bahnstrecke Frankfurt am Main–Heidelberg; Teilnetz Gallus) |
| Friedberg (Hess) – Bruchenbrücken – Nieder-Wöllstadt – Okarben – Groß Karben – Dortelweil – Bad Vilbel – Bad Vilbel Süd – Frankfurt-Berkersheim – Frankfurt-Frankfurter Berg – Frankfurt-Eschersheim – Frankfurt-Ginnheim – Frankfurt West – Frankfurt Messe – Frankfurt Galluswarte – Frankfurt Hbf (tief) – City-Tunnel Frankfurt – Frankfurt Lokalbahnhof – Frankfurt Süd – Frankfurt Stresemannallee – Frankfurt-Louisa – Neu-Isenburg – Dreieich-Buchschlag – Langen-Flugsicherung – Langen – Egelsbach – Erzhausen – Darmstadt-Wixhausen – Darmstadt-Arheilgen – Darmstadt Hbf |

| Riedstadt-Goddelau ↔ Frankfurt Hbf (Riedbahn; Teilnetz Kleyer) |
| Riedstadt-Goddelau – Riedstadt-Wolfskehlen – Groß-Gerau-Dornheim – Groß-Gerau-Dornberg – Mörfelden – Walldorf – Zeppelinheim – Frankfurt Stadion – Frankfurt-Niederrad – Frankfurt Hbf |

| Wiesbaden Hbf ↔ Mainz Hbf ↔ Offenbach (Main) Ost (↔ Hanau Hbf) (Mainbahn, Flughafen-S-Bahn Frankfurt, Frankfurt-Bebraer Bahn; Teilnetz Kleyer) |
| Wiesbaden Hbf – Wiesbaden Ost – Mainz Nord – Mainz Hbf – Mainz Römisches Theater – Mainz-Gustavsburg – Mainz-Bischofsheim – Rüsselsheim Opelwerk – Rüsselsheim – Raunheim – Kelsterbach – Frankfurt Flughafen – Gateway Gardens – Frankfurt Stadion – Frankfurt-Niederrad – Frankfurt Hbf (tief) – City-Tunnel Frankfurt – Frankfurt Mühlberg – City-Tunnel Offenbach – Offenbach Ost (– Mühlheim – Mühlheim-Dietesheim – Steinheim – Hanau Hbf) |

| Wiesbaden Hbf ↔ Mainz-Kastel ↔ Hanau Hbf (Taunus-Eisenbahn, Mainbahn, Flughafen-S-Bahn Frankfurt, Frankfurt-Bebraer Bahn; Teilnetz Kleyer) |
| Wiesbaden Hbf – Wiesbaden Ost – Mainz-Kastel – Mainz-Bischofsheim – Rüsselsheim Opelwerk – Rüsselsheim – Raunheim – Kelsterbach – Frankfurt Flughafen – Gateway Gardens – Frankfurt Stadion – Frankfurt-Niederrad – Frankfurt Hbf (tief) – City-Tunnel Frankfurt – Frankfurt Mühlberg – City-Tunnel Offenbach – Offenbach Ost – Mühlheim – Mühlheim-Dietesheim – Steinheim – Hanau Hbf |